# Mehdi Zeffane
Mehdi Zeffane, né le 19 mai 1992 à Sainte-Foy-lès-Lyon, est un footballeur international algérien. Il évolue actuellement au poste d'arrière latéral droit.

## Carrière

### En club

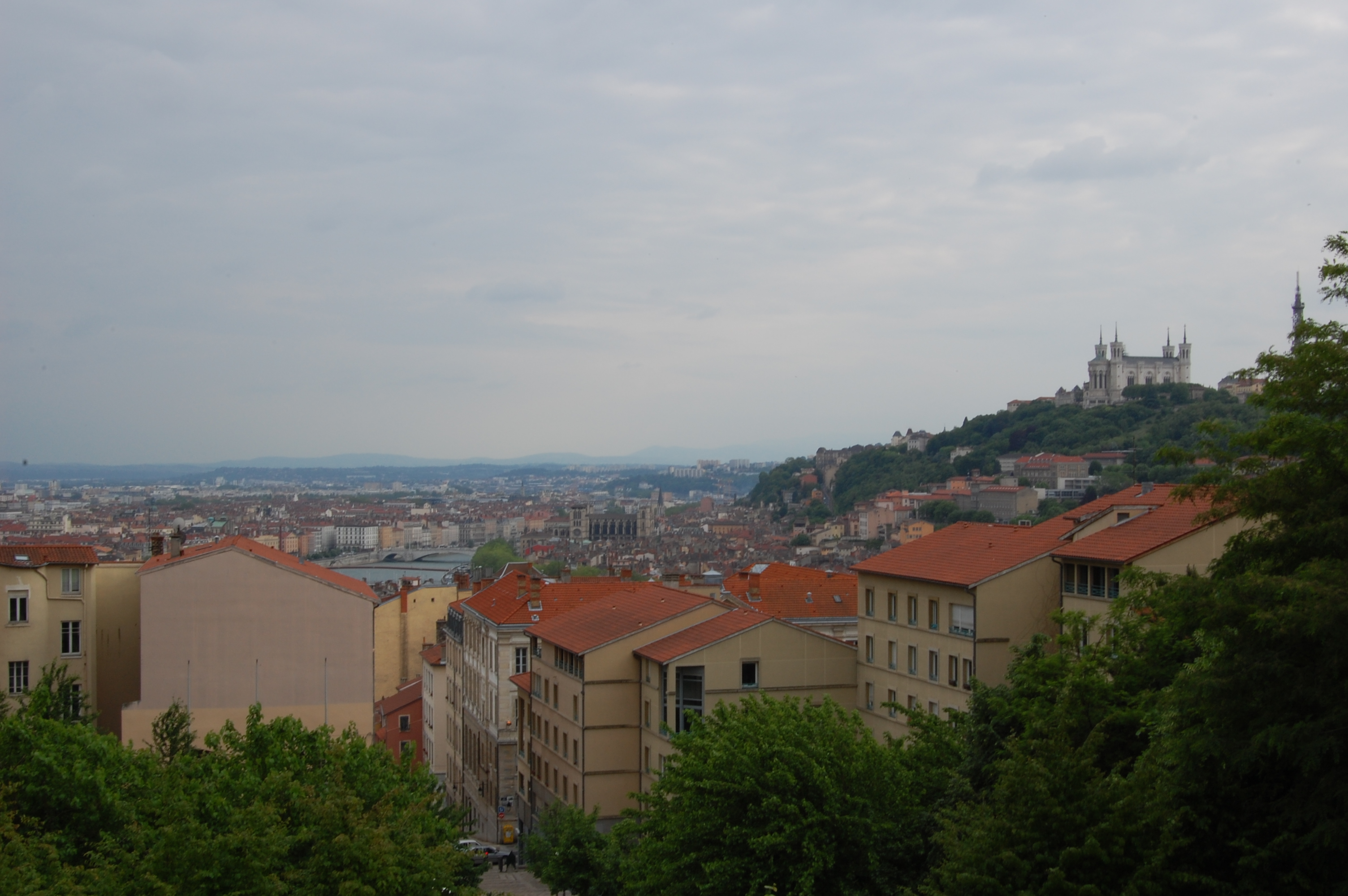
Ville de Lyon où Mehdi Zeffane a grandi.

#### Formation et débuts pro à l'Olympique lyonnais
Né le 19 mai 1992 à Sainte-Foy-lès-Lyon, Mehdi Zeffane est de parents originaires de Bou Saâda, il intègre le centre de formation de l'Olympique lyonnais le 31 décembre 2003, où il effectue toute sa formation.

##### Saison 2012-2013: Début pro mitigé
Pour sa première saison en pro, il porte le numero 2, le 6 décembre 2012, Mehdi Zeffane joue son premier match en pro pour le compte de la dernière journée du premier tour de Ligue Europa, face au club israélien du Hapoël Ironi Kiryat Shmona dès la 20e minute de jeu il offre une passe décisive a Yassine Benzia (futur collègue de sélections algériennes) qui inscrit le 2-0, il joue le match en entier et donne satisfaction, (victoire 2-0 de l'OL), malgré cette bonne prestation l’entraîneur de l’Olympique lyonnais, Rémi Garde, décide de ne pas l’intégrer dans le groupe pro, il apparaîtra une seule fois sur le banc en Ligue 1 contre Lille mais n'entrera pas en jeu.
La situation de Mehdi Zeffane s'explique du fait de sa concurrence directe avec l'international français Anthony Réveillère lui aussi arrière droit. Zeffane ne joue qu'un seul match et pense a quitter le club en fin de saison sous forme de prêt, en effet, il dira concernant son avenir au club : « C'est du 50-50. Mais je n'ai pas vraiment reçu de signes de la part de l'OL ces derniers temps qui me prouvaient qu'ils comptent sur moi. Je pense qu'un prêt est envisageable. (...) J'en ai tout d'abord parlé avec Tony Reale, mon agent. Avec le club, on n'en a pas encore vraiment parlé. Je pense qu'on va le faire d'ici la fin de la saison ou au début de la prochaine. C'est juste une éventualité que l'on a évoquée avec le coach, Rémi Garde. L'objectif pour moi, c'est de jouer. Cette année, il y a eu beaucoup de concurrence. S'il n'y a pas de possibilités pour moi à Lyon, un prêt ce serait pas mal. »

##### Saison 2013-2014: Renaissance à Lyon
La saison 2012-2013, sera une bonne saison pour Mehdi Zeffane, dans un premier temps Rémi Garde décide de l’appeler en pros, et le met sur le banc quelques matchs, jusqu’à la huitième journée ou Mehdi Zeffane joue son premier match en Ligue 1 de sa carrière en tant que titulaire contre le LOSC, il sort à la 65e minute au profit de Yassine Benzia, le match se termine sur un score nul de 0-0, l’entraîneur le trouvant de plus en plus au niveau le fait surtout jouer en Ligue Europa, soit en tant qu'arrière droit (qui est son poste numéro 1) ou soit en permutation en tant qu'arrière gauche.
C'est surtout l’année 2014, qui voit Zeffane, s'illustrer, il joue de plus en plus de matchs de Ligue 1, en tant que titulaire, il participe à tous les matchs en Coupe de France (sauf les 1/32 de finale) mais voit lui et son équipe se faire éliminer contre le RC Lens, 1-2 après prolongation. En Coupe de la Ligue, lors de la demi-finale contre ES Troyes AC il offre même une passe décisive dès la 16e minute à Alexandre Lacazette qui ouvre le score, victoire 2-1 des Lyonnais qui affronteront le Paris SG, cependant Mehdi Zeffane sera sur le banc et assistera à la défaite de son équipe (2-1).
En championnat, Mehdi Zeffane, jouera le dernier match de la saison à l'Allianz Riviera, contre l'OGC Nice, victoire 1-0 des Lyonnais. Au total, le Lyonnais aura disputé 17 matchs toutes compétitions confondues.

##### Saison 2014-2015: La dernière saison avec Lyon
Pour sa dernière saison, Mehdi Zeffane voit un changement d’entraîneur où après trois saisons, son entraîneur Rémi Garde est remplacé par Hubert Fournier,.
Sous ce dernier, Mehdi Zeffane joue le début de saison notamment son premier match contre le RC Lens où l’entraîneur ne le fait rentrer que à la 72e minute, défaite 1-2 des Lyonnais. L’entraîneur Hubert Fournier, fait jouer Mehdi Zeffane en tant qu'arrière droit, mais ce dernier ne l'a pas convaincu et le reste de la saison, il ne sera plus dans les plans du coach, il joue son dernier match avec l'Olympique lyonnais contre SM Caen, défaite 3-0.
Barré par Christophe Jallet et Jérémy Morel, la venue de Rafael à l'Olympique lyonnais, il devient de plus en plus dur pour Mehdi Zeffane de s'impose, durant le mercato d’été 2015, le Stade rennais s'interesse au joueur, Mehdi Zeffane aura cependant une offre de prolongation de Olympique lyonnais, mais l'international algérien refuse de prolonger et souhaite quitter plus que jamais le club, le président de l'OL confirmera que Zeffane sera placé sur la liste de transfert.

#### Départ au Stade rennais

##### Saison 2015-2016: Première saison en Bretagne
Le 12 août 2015, il s'engage avec le Stade rennais en signant un contrat de quatre ans. Après sa signature, il déclare concernant sa situation à l'OL :

« C'était le moment de tourner la page car je n'avais pas beaucoup de temps de jeu (...) J'ai eu Christian Gourcuff (sélectionneur de l'Algérie) et il m'a dit que c'était le bon club pour progresser. »

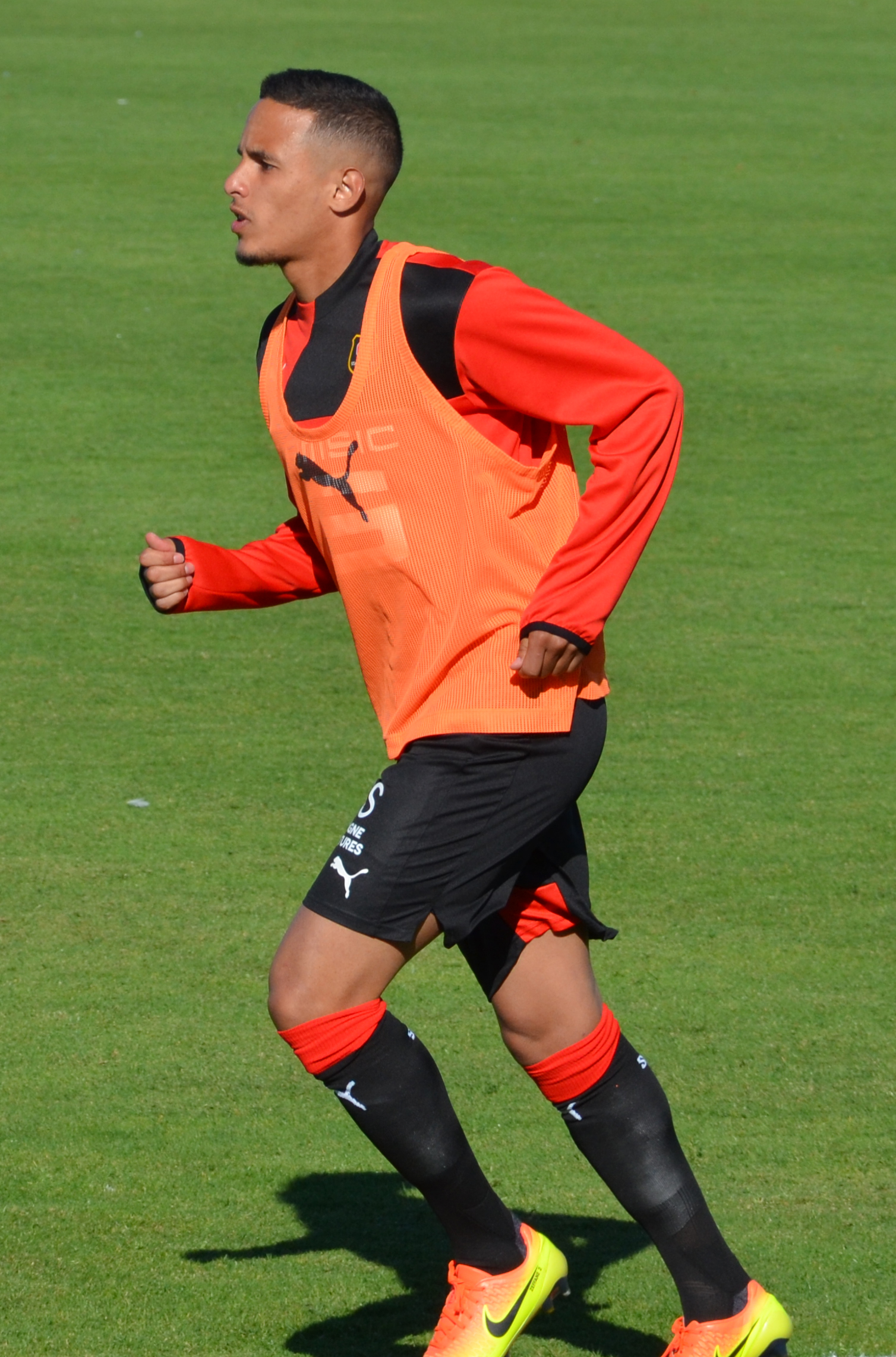
Zeffane sous le maillot de Stade rennais en 2016.

Pour sa première saison avec le club breton, Zeffane sera sous le coaching de Philippe Montanier, il débute contre Montpellier HSC en rentrant à la 88e minute à la place de Giovanni Sio, victoire 2-1 des Bretons. Le 22 août 2015, à Gerland, pour son premier match en tant que titulaire, il délivre une passe décisive à Pedro Henrique et marque son premier but en Ligue 1 face à son club formateur, offrant là aussi la victoire 2 à 1 aux Bretons, Mehdi Zeffane sera élu homme du match. Mehdi Zeffane joue au total cette saison 18 matchs toutes compétitions confondues. Son équipe et lui termineront à la huitième place de Ligue 1.

##### Saison 2016-2017: Mauvaise saison avec Rennes
Pour cette deuxième saison avec Rennes, Mehdi Zeffane voit l’arrivée de Christian Gourcuff (son ancien sélectionneur national avec l’Algérie) succéder à Rolland Courbis au poste d'entraîneur du Stade rennais pour la saison 2016-2017, sous le coaching de l’entraîneur breton, Zeffane ne jouera que deux matchs dans la saison allant même jusqu'à être relégué en équipe réserve de Rennes. Après une saison catastrophique, le joueur réclame de quitter le club, il dit :

« Je ne veux fermer aucune porte. Même si j'ai principalement envie de goûter à l'étranger. Il y a des intérêts exprimés par des clubs en France, en Espagne ou en Turquie qui est un peu la destination à la mode et dont le Championnat est très intéressant. On va attendre de voir quel est le projet qui pourrait le mieux me correspondre. Encore une fois, je ne me plains pas. Je suis juste en manque de temps de jeu et comme tout joueur, j'aspire à vivre une saison complète. Je n'ai que vingt-cinq ans mais j'ai aussi déjà vingt-cinq ans. Le temps passe très vite dans ce métier ! Je suis un grand passionné de football et je suis fort mentalement. Je ne lâcherai pas. »

— Mehdi Zeffane

##### Saison 2017-2018: Retour au premier plan avec Rennes
En fin d’année 2017, avec l’arrivée de l’entraîneur Sabri Lamouchi, Mehdi Zeffane retrouve son poste de titulaire pour cette saison, il fait son retour seulement pour sept minutes contre le RC Strasbourg (défaite 2-1). Il joue son premier match en tant que titulaire le match suivant contre le FC Nantes pour la 14e journée de Ligue 1, victoire 2-1 des Bretons. Lors de la 32e journée, contre l'OGC Nice il offre une passe décisive à Benjamin Bourigeaud qui permet l’égalisation de Rennes, le match se termine sur un score nul de 1-1.
Auteur d'une bonne saison et retrouvant des couleurs Mehdi Zeffane et son club termineront cinquième de Ligue 1, synonyme de qualification pour la Ligue Europa, Zeffane aura disputé en tout 15 matchs toutes compétitions confondues.

##### Saison 2018-2019: Dernier saison avec trophée
Concernant cette dernière saison avec le Stade rennais, Zeffane joue son premier match de la saison contre les Girondins de Bordeaux, victoire 2-0, il jouera de nombreux matchs, il marquera même le but de la victoire, le seul du match contre Amiens SC lors de la 23e journée, pour le dernier match avec le Stade rennais, il remporte son premier trophée en gagnant la Coupe de France, contre le Paris SG, victoire aux tirs au but 6-5.

### Parcours en équipe nationale
Le 14 août 2014, il fait partie de la liste des 31 joueurs présélectionnés par le sélectionneur national Christian Gourcuff, pour participer au stage de l'équipe nationale, dans le cadre des matchs de qualification face à l'Éthiopie et au Mali pour la Coupe d'Afrique des nations 2015. Il reste sur le banc de touche durant ces deux rencontres.
Le 19 novembre 2014, il honore sa première sélection avec les Fennecs en faisant une bonne performance, face au Mali, lors du match retour à Bamako.
Le 19 juillet 2019, il remporte la Coupe d'Afrique des nations sous les ordres de Djamel Belmadi.

## Statistiques

### Statistiques détaillées
| Saison                | Club                  | Championnat           | Championnat | Championnat | Championnat | Coupe nationale | Coupe nationale | Coupe nationale | Coupe de la Ligue | Coupe de la Ligue | Coupe de la Ligue | Compétition(s) continentale(s) | Compétition(s) continentale(s) | Compétition(s) continentale(s) | Compétition(s) continentale(s) | Algérie | Algérie | Algérie | Total | Total | Total |
| Saison                | Club                  | Division              | M.          | B.          | P.d.        | M.              | B.              | P.d.            | M.                | B.                | P.d.              | Comp.                          | M.                             | B.                             | P.d.                           | M.      | B.      | P.d.    | M.    | B.    | P.d.  |
| 2012-2013             | Olympique lyonnais    | Ligue 1               | -           | -           | -           | -               | -               | -               | -                 | -                 | -                 | C3                             | 1                              | 0                              | 1                              | -       | -       | -       | 1     | 0     | 1     |
| 2013-2014             | Olympique lyonnais    | Ligue 1               | 8           | 0           | 0           | 2               | 0               | 0               | 2                 | 0                 | 1                 | C3                             | 5                              | 0                              | 0                              | -       | -       | -       | 17    | 0     | 1     |
| 2014-2015             | Olympique lyonnais    | Ligue 1               | 4           | 0           | 0           | 0               | 0               | 0               | 1                 | 0                 | 0                 | C3                             | 1                              | 0                              | 0                              | 3       | 0       | 0       | 9     | 0     | 0     |
| Sous-total            | Sous-total            | Sous-total            | 12          | 0           | 0           | 2               | 0               | 0               | 3                 | 0                 | 1                 | -                              | 7                              | 0                              | 1                              | 3       | 0       | 0       | 27    | 0     | 2     |
| 2015-2016             | Stade rennais FC      | Ligue 1               | 16          | 1           | 1           | 0               | 0               | 0               | 2                 | 0                 | 0                 | -                              | -                              | -                              | -                              | 6       | 0       | 0       | 24    | 1     | 1     |
| 2016-2017             | Stade rennais FC      | Ligue 1               | 1           | 0           | 0           | 0               | 0               | 0               | 1                 | 0                 | 0                 | -                              | -                              | -                              | -                              | 2       | 0       | 0       | 4     | 0     | 0     |
| 2017-2018             | Stade rennais FC      | Ligue 1               | 15          | 0           | 1           | -               | -               | -               | 0                 | 0                 | 0                 | -                              | -                              | -                              | -                              | -       | -       | -       | 15    | 0     | 1     |
| 2018-2019             | Stade rennais FC      | Ligue 1               | 20          | 1           | 0           | 3               | 0               | 1               | 2                 | 0                 | 0                 | C3                             | 6                              | 0                              | 1                              | 4       | 0       | 0       | 35    | 1     | 2     |
| Sous-total            | Sous-total            | Sous-total            | 52          | 2           | 2           | 3               | 0               | 1               | 5                 | 0                 | 0                 | -                              | 6                              | 0                              | 1                              | 12      | 0       | 0       | 78    | 2     | 4     |
| 2019-2020             | Krylia Sovetov Samara | D1                    | 6           | 0           | 0           | -               | -               | -               | -                 | -                 | -                 | -                              | -                              | -                              | -                              | -       | -       | -       | 6     | 0     | 0     |
| 2020-2021             | Krylia Sovetov Samara | D2                    | 24          | 0           | 3           | 5               | 0               | 0               | -                 | -                 | -                 | -                              | -                              | -                              | -                              | 2       | 0       | 1       | 31    | 0     | 4     |
| 2021-2022             | Krylia Sovetov Samara | D1                    | 15          | 0           | 0           | -               | -               | -               | -                 | -                 | -                 | -                              | -                              | -                              | -                              | 2       | 0       | 1       | 17    | 0     | 1     |
| Sous-total            | Sous-total            | Sous-total            | 45          | 0           | 3           | 5               | 0               | 0               | -                 | -                 | -                 | -                              | -                              | -                              | -                              | 4       | 0       | 2       | 54    | 0     | 5     |
| 2021-2022             | Yeni Malatyaspor      | Süper Lig             | 9           | 0           | 1           | -               | -               | -               | -                 | -                 | -                 | -                              | -                              | -                              | -                              | -       | -       | -       | 9     | 0     | 1     |
| 2022-2023             | Clermont Foot 63      | Ligue 1               | 18          | 1           | 1           | 1               | 0               | 0               | -                 | -                 | -                 | -                              | -                              | -                              | -                              | -       | -       | -       | 19    | 1     | 1     |
| 2023-2024             | Clermont Foot 63      | Ligue 1               | 23          | 0           | 0           | 2               | 1               | 0               | -                 | -                 | -                 | -                              | -                              | -                              | -                              | -       | -       | -       | 25    | 1     | 0     |
| Sous-total            | Sous-total            | Sous-total            | 41          | 1           | 1           | 3               | 1               | 0               | -                 | -                 | -                 | -                              | -                              | -                              | -                              | -       | -       | -       | 44    | 2     | 1     |
| Total sur la carrière | Total sur la carrière | Total sur la carrière | 159         | 3           | 7           | 13              | 1               | 1               | 8                 | 0                 | 1                 | -                              | 13                             | 0                              | 2                              | 19      | 0       | 2       | 212   | 4     | 13    |

### En sélection nationale
| Saison                | Sélection             | Phases finales        | Phases finales | Phases finales | Phases finales | Éliminatoires | Éliminatoires | Éliminatoires | Matchs amicaux | Matchs amicaux | Matchs amicaux | Total | Total | Total |
| Saison                | Sélection             | Compétition           | M              | B              | Pd             | M             | B             | Pd            | M              | B              | Pd             | M     | B     | Pd    |
| --------------------- | --------------------- | --------------------- | -------------- | -------------- | -------------- | ------------- | ------------- | ------------- | -------------- | -------------- | -------------- | ----- | ----- | ----- |
| 2014-2015             | Algérie               | CAN 2015              | 0              | 0              | 0              | 2             | 0             | 0             | 1              | 0              | 0              | 3     | 0     | 0     |
| 2015-2016             | Algérie               | -                     | -              | -              | -              | 6             | 0             | 0             | -              | -              | -              | 6     | 0     | 0     |
| 2016-2017             | Algérie               | CAN 2017              | -              | -              | -              | 2             | 0             | 0             | -              | -              | -              | 2     | 0     | 0     |
| 2017-2018             | Algérie               | -                     | -              | -              | -              | -             | -             | -             | -              | -              | -              | 0     | 0     | 0     |
| 2018-2019             | Algérie               | CAN 2019              | 4              | 0              | 0              | 0             | 0             | 0             | 0              | 0              | 0              | 4     | 0     | 0     |
| 2019-2020             | Algérie               | -                     | -              | -              | -              | -             | -             | -             | -              | -              | -              | 0     | 0     | 0     |
| 2020-2021             | Algérie               | -                     | -              | -              | -              | 1             | 0             | 1             | 1              | 0              | 0              | 2     | 0     | 1     |
| 2021-2022             | Algérie               | CAN 2021              | -              | -              | -              | 2             | 0             | 1             | -              | -              | -              | 2     | 0     | 1     |
| Total sur la carrière | Total sur la carrière | Total sur la carrière | 4              | 0              | 0              | 13            | 0             | 2             | 2              | 0              | 0              | 19    | 0     | 2     |

### En sélection

#### Matchs internationaux
Le tableau suivant liste les rencontres de l'équipe d'Algérie dans lesquelles Mehdi Zeffane a été sélectionné depuis le 19 novembre 2014 jusqu'à présent.

## Palmarès
- Olympique lyonnais
  - Coupe de la Ligue
    - Finaliste  en 2014.

- Stade rennais FC
  - Coupe de France
    - Vainqueur en 2019[30].

- Krylia Sovetov Samara
  - Championnat de Russie de D2
    - Champion en 2021.

  - Coupe de Russie
    - Finaliste en 2021.

- Algérie
  - Coupe d'Afrique des nations
    - Vainqueur en 2019.

## Décorations
- Achir de l'ordre du Mérite national d'Algérie.

### Documentaires et interviews
- [vidéo] Mehdi Zeffane, un champion sans club, Canal+ Sport, 2019[31]

### Sources
- Raphaël Brosse, « POUR MEHDI ZEFFANE (RENNES), LA LONGUE TRAVERSÉE DU DÉSERT A PRIS FIN », Football365.fr,‎ 29 mars 2019 (lire en ligne)